# Siria Magri
Rosa Magri detta Siria (Bergamo, 5 giugno 1962) è una giornalista italiana, condirettrice di Videonews, testata giornalistica di Mediaset.

## Biografia
Nata a Bergamo, vive l'infanzia con la famiglia a Chiuduno. La sua carriera ha inizio subito dopo le scuole superiori con una collaborazione all'archivio del quotidiano Eco di Bergamo. In seguito viene assunta a Bergamo Tv, dove si occupa di sport. 
Siria Magri è entrata in Mediaset (allora Fininvest) nel 1988: lavora nella redazione sportiva diventando giornalista professionista nel 1992, con l'iscrizione all'albo del relativo ordine. Nello stesso anno è stata nominata responsabile della pagina sportiva dell'appena inaugurato TG5.
Dal 1993 ha condotto il TG di Italia 1, Studio Aperto, dove ha conosciuto, nel 1997, Giovanni Toti, che poi è diventato suo marito. Dopo essere salita al ruolo di caporedattrice, nel 2010 è nominata vicedirettore di Videonews, la testata giornalistica che si occupa dei diversi programmi d'informazione del gruppo Mediaset.
È responsabile e curatrice di vari programmi Mediaset, in particolare Quarto grado, condotto da Salvo Sottile prima e da Gianluigi Nuzzi poi, e dei talk-show condotti da Paolo Del Debbio. Nel febbraio del 2019 è stata nominata condirettore di Videonews.
Nel febbraio 2020 ha ricevuto il premio Dietro le Quinte al Gran galà della stampa del Festival di Sanremo per la sua carriera.
È sposata dal 2003 con l'ex presidente della regione Liguria Giovanni Toti.

## Televisione
- Sport Domenica
- Giro Sera
- Studio Aperto
- Lucignolo
- Quarto grado
- Quinta colonna[8]
- Dritto e rovescio